# António Filipe Gaião Rodrigues
António Filipe Gaião Rodrigues (portuguès: António Filipe)  (Lisboa, 28 de gener de 1963) és un polític portuguès que fou diputat a l'Assemblea de la República, elegit en representació del Partit Comunista Portuguès, en les llistes de la Coalició Democràtica Unitària per la circumscripció electoral de Lisboa. A inici de la XVI Legislatura, és el diputat a l'Assemblea de la República en funcions que més temps ha tingut aquest càrrec.
Ja havia estat diputat a l'Assemblea de la República en deu legislatures, entre 1987 i 2022, elegit per la circumscripció electoral de Lisboa en les primeres sis i de Santarém en les últimes quatre legislatures.
Està llicenciat en Dret, té un màster en Ciència Política, Ciutadania i Governació, i està doctorat en Dret Constitucional per la Universitat de Leiden (Països Baixos). A més de ser diputat, exerceix les funcions com a professor universitari a la Universitat Europea/Laureate International Universities.
És diputat des de la V Legislatura i ha ocupat el càrrec de vicepresident de l'Assemblea de la República en les legislatures IX, X, XII i XIV.
En l'àmbit local, va ser representant del PCP a l'Ajuntament d'Amadora, de 1993 a 2002, i regidor l'any 2002. És membre de l'Assemblea Municipal de Sintra.
Va ser membre de la Direcció de la Joventut Comunista Portuguesa (JPC) entre 1986 i 1995, i actualment és membre del Comitè Central del PCP.
Va ser condecorat per l'Orde del Mèrit Civil del Regne d'Espanya.

## Càrrecs exercits a l'Assemblea de la República
V Legislatura
- President de la Comissió d'Interrogatori al CCB.

VII Legislatura
- President de la Comissió Eventual per a la Toxicodependência.
- Membre del Consell d'Administració de l'Assemblea de la República.

VIII Legislatura
- Membre del Jurat del Premi anual dels Drets Humans atribuït per l'Assemblea de la República.

IX Legislatura
- Vicepresident de l'Assemblea de la República.

X Legislatura
- Vicepresident de l'Assemblea de la República.

## Obres publicades
- Les Oposicions Parlamentàries a Portugal - Pràctiques i Intervencions, Lisboa, Vega, 2002
- Legislació Fonamental de Govern Local i Administració Autàrquica, Coïmbra, Coïmbra Editora, 2003
- The Referèndum in the Portuguese Constitucional Experience, Leiden, Leiden University Press, 2103